# Mostro de Amor
Mostro de Amor es una telenovela ecuatoriana de comedia dramática dirigida por Luis Guillermo Ushca y producida por Teleamazonas. Es una continuación de La novela del Cholito, producida por Ecuavisa entre los años 2007 y 2008. Se estrenó el 16 de agosto de 2010, sustituyendo a la telenovela colombiana La bella Ceci y el imprudente en el horario de las 20:45. Posteriormente, el 6 de diciembre fue trasladada a las 21:45, tras el estreno de la teleserie A corazón abierto y finalizó su transmisión el 17 de diciembre del mismo año, tras 88 capítulos. Esta versión no tuvo el mismo éxito que la primera parte.
Protagonizada por David Reinoso, Giovanna Andrade, Flor Maria Palomeque y Roberto Chávez, con las participaciones antagónicas de Alejandra Paredes, Andrés Garzón, Bernardo Menéndez, Carlos Valencia, Claudia Gómez y María José Blum. Cuenta además con las actuaciones estelares de Catherine Velasteguí, Elena Gui, Issam Eskandar, los cantantes Daniel Betancourth, Jaime Enrique Aymara y la primera actriz Miriam Murillo.

## Sinopsis
Luego de cuatro años Pepe Chalén ha vuelto a la televisión, esta vez para dirigir y conducir una revista informativa diaria de crónica roja, titulada “Alta Suciedad”, en donde se expone notas de denuncia social, comunitaria y el Top 5 de los crímenes del día. Esta producción merecedora de varios galardones y mucha aceptación y rating no cuenta con la venia de su televisora Imagen TV, quien actualmente está siendo dirigida por Silverio Echeverría, quien aprovechó la ida de Juan Fernando, y la supuesta muerte de Don Alfredo para tomar las riendas y el poder de este medio de comunicación.
A este universo se une La Créme, una revista que se enfoca el estilo fashion y light de la alta sociedad. Esta revista es producida por el mismo consorcio que administra Imagen TV y desde la edición especial de aniversario va a contar con una nueva directora creativa, Cuky Guzmán, profesional contratada por Silverio para darle un giro más elitista a La Créme.
La llegada de Cuky a las oficinas genera una cadena de rumores y paranoia entre el personal, pues en el mundo de la moda, esta ejecutiva para algunos tiene fama de ser especial y para otros es simplemente quisquillosa, lo cierto es que Cuky ingresa con el ánimo de cambiarlo todo, desde la decoración de su oficina hasta el último punto y coma de la línea editorial de la revista.
Mientras Alta Suciedad sobrevive con un presupuesto apretado, La Créme es un derroche de recursos, esto genera fricciones entre los dos equipos de producción, la gota que derrama el vaso es cuando llega a oídos del Cholito el dato que Imagen TV está invirtiendo un buen dinero en la contratación de Cuky; pues Chalén no comprende como su programa de alto rating no tiene presupuesto ni para un viaje a Posorja, mientras que esa revista frívola con pocos lectores despilfarra dólares en fiestas de aniversario y nueva directora. El Cholito ignora que a pesar de esta atmósfera hostil y muchos contrapuntos, Cuky va a ser la mujer que le haga olvidar a su niña María Gracia.
A esta trama se une decenas de nuevos personajes cada uno cargado de dramatismo y excelente humor, que junto a personajes ya conocidos, generan inesperados conflictos y ocurrentes situaciones que hacen de esta telenovela una propuesta distinta y moderna.
El humor es un ingrediente muy marcado en esta producción, dentro de universos muy cotidianos pero con un discurso cotidiano y de amena asimilación para el televidente, como es el caso de la Peluquería de Ilona, típica peluquería de barrio, donde se atiende todo tipo de cliente, desde el niño que requiere el corte para su primer día de clase, hasta el reggaetonero que desea gráficos y trencitas en la cabeza, su propietaria es Ilona, un travesti que ha sabido ganarse el respeto y estimación del barrio entero quien cuenta con dos trabajadoras de la belleza, Chabela y Claudia.
En esta peluquería es el epicentro de todo lo que sucede en el barrio y en el país entero, por ello, éste será el lugar predilecto de las damitas del barrio, quienes dejarán hasta de cocinar por estar arregladas e informadas. A pesar de que esta peluquería atiende a todos con una sonrisa y un vaso de colada hay un fuego cruzado entre sus empleadas, Chabela y Claudia, a quienes Ilona debe poner equilibrio y control.
No puede faltar nuestro tradicional mercado de víveres donde el choque de criterios, emociones y uno que otro desgreñe es el ingrediente del día, todo dentro del marco cómico y colorido que ofrecen sus personajes.

## Reparto
- David Reinoso - José "Pepe" Chalén "El Cholito"
- Giovanna Andrade - María Gracia Echeverría "La Ñina"
- Alejandra Paredes - Carmen "La Cuky" Guzmán
- Flor María Palomeque - Xiomara Dayana Mite "Xiaomy"
- Roberto Chávez - Holger Zambrano
- Bernardo Menéndez - Silverio Echeverría
- Carlos Valencia - Collin Yagual
- Miriam Murillo - Doña Esther Chalén
- Catherine Velasteguí - Isabel "Chabela" Murillo
- Andrés Garzón - Justino Soto
- Elena Gui - Gisella Domínguez
- Karen Flores - Rafaela Miranda
- Issam Eskandar - Michael Caiche
- María José Blum - Patricia Campos-Herrera
- Fabián Torres - Jean Paul Ortega
- Antonio Aguirre - Alfredo Campos-Herrera
- Luis Villamar - Agapito Zambrano
- Armando Rivas - Don Segundo Quishpe
- Augusto Enríquez - Ab. Hilton Zavala
- Verónica Icaza - Tyra Moreno
- Diego Azanza - Alberto Abad
- Daniel Betancourth - Marcelo Bustamante
- Jaime Enrique Aymara - Rigoberto Guaranda "Lagartito"
- Arianna Burgos - Gaby
- Nahuel Campos - Erwin Soto Murillo
- Carolina Piechestein - Daniela Villarreal
- Carolina Ossa - Azucena Mite
- Claudia Gómez - La Ingeniera
- Ruth Coello - La Nana Adela
- Eduardo Tenorio - Enrique Mendoza "Kike"
- Xavier Pimentel - Alejandro Santana
- Tábata Galvez - Doña Amada "La Sra. de los Pollos"
- Cecilia Cascante - Claudia
- Rudy Arana - Ilona
- Alex Altamirano - Dr. Gustavo Pesantez
- Enzo Pizarro - Esteban Loaiza

## Premios y nominaciones

### Premios ITV 2010
| Categoría                | Nominado             | Resultado |
| ------------------------ | -------------------- | --------- |
| Mejor programa dramático | Mostro de Amor       | Ganador   |
| Mejor actor dramático    | David Reinoso        | Ganador   |
| Mejor actriz dramática   | Flor María Palomeque | Ganadora  |
| Mejor actriz dramática   | Giovanna Andrade     | Nominada  |

### Premios La Plena
| Año  | Categoría                | Nominado         | Resultado |
| ---- | ------------------------ | ---------------- | --------- |
| 2010 | Mejor Actor Protagónico  | David Reinoso    | Ganador   |
| 2010 | Mejor Actriz Protagónica | Giovanna Andrade | Ganadora  |

### Premios Diario Extra
| Año  | Categoría                | Nominado       | Resultado |
| ---- | ------------------------ | -------------- | --------- |
| 2010 | Mejor Telenovela del año | Mostro de Amor | Nominado  |

## Otras versiones
- La novela del Cholito (2007-2008), la primera parte realizada por Ecuavisa bajo la dirección de Jorge Toledo. Contó con el mismo elenco de la segunda parte junto a actores como Tania Salas, Marcela Ruete, Ruddy Rodríguez, Julio César Herrera, entre otros.